# Izolowanie
Izolowanie – mechanizm obronny polegający na oderwaniu emocji od obiektów lub sytuacji wywołujących te emocje. Ta teoria psychoanalityczna została po raz pierwszy zaproponowana przez Zygmunta Freuda. Choć jest związana z wyparciem, wyróżnia się na kilka sposobów. Charakteryzuje się jako proces psychiczny polegający na stworzeniu luki między nieprzyjemną lub zagrażającą myślą a innymi myślami i uczuciami. Poprzez minimalizowanie powiązań z innymi myślami, zagrażająca treść jest rzadziej przypominana i ma mniejszy wpływ na samoocenę lub poczucie tożsamości.
Freud zilustrował to pojęcie przykładem osoby rozpoczynającej tok myślenia, która następnie na chwilę się zatrzymuje, zanim przejdzie do innego tematu. W swojej teorii twierdził, że poprzez wstawienie przerwy osoba „daje symbolicznie do zrozumienia, że nie pozwoli swoim myślom na ten temat wejść w skojarzeniowy kontakt z innymi myślami.” Jako mechanizm obronny przed szkodliwymi myślami, izolacja zapobiega ich ponownemu pojawianiu się i potencjalnemu wpływowi na poczucie własnej wartości.

## Przykłady
- Student dopiero po powrocie do domu, gdzie może spokojnie w samotności przemyśleć co się stało, uświadamia sobie swój żal z powodu oblanego egzaminu. Wcześniej ma poczucie, że jest wobec tego obojętny.
- Kobieta zachowuje się na randce tak, jakby nie zależało jej na towarzyszu spotkania, dopiero po rozstaniu uświadamia sobie swoje uczucia wobec niego.